# 撚糸
撚糸（ねんし）とは、糸をより合わせたもの、また、糸によりをかけることを指す。
主に製糸の工程とされ、日本では主に桐生市などで盛んに行われていた。